# Fisher (Minnesota)
Pour les articles homonymes, voir Fisher.
Fisher est une ville américaine située dans le Comté de Polk, dans le Minnesota. Selon le recensement de 2010, sa population est de 435 habitants.